# Chaetosiphon jacobi
Chaetosiphon jacobi är en insektsart. Chaetosiphon jacobi ingår i släktet Chaetosiphon och familjen långrörsbladlöss. Inga underarter finns listade i Catalogue of Life.